# Laz Bistrički
 Laz Bistrički  falu Horvátországban Krapina-Zagorje megyében. Közigazgatásilag Máriabesztercéhez tartozik.

## Fekvése
Zágrábtól 22 km-re északkeletre, községközpontjától 3 km-re délnyugatra a megye keleti részén, a Horvát Zagorje területén fekszik.

## Története
Szent András tiszteletére szentelt plébániatemplomát 1622-ben említik először. 1875-ben megújították, ekkor nyerte el mai formáját.
A településnek 1857-ben 728, 1910-ben 1294 lakosa volt. Trianonig Zágráb vármegye Stubicai járásához tartozott. 2001-ben 854 lakosa volt.

## Nevezetességei
Szent András apostol tiszteletére szentelt plébániatemploma mai formájában 1875-ben épült. A plébániatemplom a falu központjában egy kis domb tetején található. Mai külső megjelenését 17. századi falazott templom alapos megújítása után kapta. Mivel a templom a Máriabeszterce felé tartó zarándokútvonalon található a helyi mesterek a templom megújítása során törekedtek a 17. és 18. századi szakrális építkezés régi helyi hagyományainak tiszteletben tartására. Így megőrizték a templom korábbi jelentőségét. A belső berendezés stílusában a barokkhoz tartozik.

## Külső hivatkozások
Máriabeszterce község honlapja